# WONDROUS
『WONDROUS』（ワンダラス）は、VisioNの3枚目のアルバム（20世紀Jr.からの派生アルバムと考えると通算5枚目）。1993年4月21日にメディア・レモラスよりリリース。

## 解説
前作『VisioN-II』より約5ヵ月後のリリース。アルバム『VisioN-I』の再発盤・シングル「グロリアス」の3作同時リリースとなった。本作を最後に、以降のリリースは無い。

## 収録曲
1. シルバー・レイン
2. 彼女に夢中さ
3. 君にもう一度
4. ディスタンス
5. 恋をしようよ
6. 愛してると言えなくて
7. 夜を越えて
8. ビリーブ
9. ロック・オン
10. 夜の続き
11. グロリアス